# 本巴图庙
本巴图庙，位于内蒙古自治区巴彦淖尔市乌拉特后旗获各琦苏木，是一座藏传佛教格鲁派寺院。

## 简介
本巴图庙是善岱庙的源出庙，建于1838年。本巴图庙原为巴音戈壁苏木驻地，2012年调整后，巴音戈壁苏木撤销，本巴图庙已属获各琦苏木。
2009年4月8日，本巴图庙被公布为第一批巴彦淖尔市文物保护单位。